# Friedrich von Senheim
Friedrich von Senheim (OSB) (* um 1290 in Senheim; † 4. März 1359 in Brauweiler) war ein deutscher Abt in der Benediktinerabtei Brauweiler.

## Leben
Friedrich von Senheim entstammte dem niederen Adelsgeschlecht von Senheim aus Senheim an der Mosel. Er war zunächst Professmönch in der Abtei Brauweiler und wurde 1315 von seinem Vorgängerabt Menfred zum Kellner ernannt. Bei der Abtswahl 1321 in Brauweiler wurde Friedrich von Senheim zum neuen Abt gewählt, obwohl sich Papst Johannes XXII. am 21. Oktober 1321 auf Arnold Scholle festgelegt hatte. Da auch die Anhänger Scholles mit der Wahl gerechnet hatten, führte dies zu einigen Unruhen bei der sich anschließenden Einführungsfeier des Abtes von Senheim. Arnold Scholle hatte sich nach einiger Zeit mit dieser Entscheidung abgefunden, dazu beigetragen hatten wohl die bessere finanzielle Wohlgestelltheit der Sippe von Senheim und die Freunde des neuen Abts. Friedrich wurde jedoch bald mit hohen Schuldenlasten der Abtei Brauweiler konfrontiert, so dass er sich zum Verkauf vieler Besitzungen und Rechte gezwungen sah. Als sich die finanzielle Lage 1328 weiter verschlechtert hatte, bat er den Papst (anderen Quellen zufolge bat er den Kölner Erzbischof Heinrich II.) um Erlaubnis 20 bis 25 im Kloster weilende Mönche übergangsweise in andere Benediktinerklöster, unter Gewährung von Unterkunft und voller Versorgung, entsenden zu dürfen.
Zur Verbesserung der wirtschaftlichen Situation erwarb der Trierer Erzbischof Balduin Güter in Reil und Lutzerath, wofür er dem Kloster Brauweiler als Gegenleistung der Abtretung 1000 Mark und 200 Pfund gab. In einem weiteren Tauschvertrag erhielt Bischof Balduin den Ort Esch in der Eifel unter der Bedingung, dass die auf dem Kloster Brauweiler ruhenden Lasten in Clotten gegenüber dem Trierer Stuhl ruhen sollten. Um mehr finanzielle Mittel zur baulichen Instandhaltung der Klosterkirche zu erhalten, erwirkte er für den Besuch der Kirche und die Opferung von Spenden nach Empfang der heiligen Sakramente eine Reihe von Ablässen. Nach und nach gelang es ihm so aus den eingehenden Geldmitteln bestehende Schulden zu tilgen und Pfandsummen für zuvor verpfändete Gegenstände einzulösen. Im Anschluss erwarb er würdige Gewänder und sakrale Gefäße. Ein Antoniusaltar, den er hatte errichten lassen, wurde durch den Vertreter des Kölner Erzbischofs Walram eingeweiht.
Zu den Gütern und Gerechtsamen, die mit dem neuen Geld zurückerworben werden konnten, zählen die Schriften des Klosters u. a. eine Mühle in Ichendorf auf. Von weiteren Besitzungen erlangte er nach einer Vereinbarung mit Erzbischof Heinrich II. von Virneburg die Befreiung aller laufenden und besonderen Steuern, insbesondere von jenen, die an den Erzstuhl zu zahlen waren. In Mesenich gelang ihm ebenfalls der Rückkauf einiger Güter, die zuvor aus dem Besitz von Zisterziensern in die Diözese Trier übergegangen waren. Von Kaiser Karl IV. ließ er sich Klosterprivilegien, Besitzungen und Gerechtsame erneuern und auch in ihrer Gesamtheit bestätigen. Zu den Vasallen Friedrich von Senheims zählten u. a. Hermann von Bell und Gottfried Winter von Aldenrath. Ersterer sorgte für die Sicherung des Klosters und seinen Besitzungen, wofür er jährlich 15 Mark Einkommen und die nächsten fünf Jahre eine jährliche Abfindung, je nach finanzieller Situation, von 150 Mark zugesprochen bekam. Letzterer erhielt 10 Mark jährlich als Entgelt von der Sintherner Mühle, die Vereinbarung konnte aber nach besonderer Absprache aufgelöst werden. Nach seinem Tod wurde Friedrich von Senheim im März 1351 entsprechend seinem Wunsch vor dem von ihm errichteten Antoniusaltar in einem Hochgrab beigesetzt.

## Siegel
Sein spitzovales Siegel zeigte in der oberen Hälfte einen sitzenden Bischof mit erhobener rechter Hand, einen Bischofsstab und Pallium und unten einen knienden Abt mit erhobenen betenden Händen, im Wappenschild drei Löwen.